# مملكة تدمر
مملكة تدمر (باللاتينية: Palmyra) (من 260-273) وتقع عاصمتها في مدينة تدمر وقد كانت من أهم الممالك القديمة التي ازدهرت بشكل خاص في عهد ملكتها زنوبيا تبعد 215 كيلو متر شمال مدينة دمشق 70 كيلو متر عن مدينة السخنة وحوالي 160 كيلو متر عن مدينة حمص ونهر العاصي، وكانت حضارتها تنافس حضارة الإمبراطورية الرومانية القديمة.

## التسمية
معنى اسمها باللغة الآرامية (ܬܕܡܪܬܐ، «تدمرتو» ومعناها المعجزة)جلاطا

## مدينة تدمر الأثرية
مدينة تدمر مدينة أثرية تعد من أقدم المدن التاريخية في العالم التي تنتشر أوابدها على مساحة كبيرة مثل الشارع المستقيم الذي تحيط به الأعمدة وقوس النصر والمسرح والمدرج والساحة العامة والقصور والمعابد وأهمها معبد بل (بعل) والمدافن الملكية وقلعة ابن معن وتماثيل وآثار كثيرة تنطق بعظمة مدينة تدمر التي نافست عاصمة الإمبراطورية روما أيام مجدها وأصبحت عاصمة لأهم ممالك الشرق مملكة تدمر.

## أهمية مدينة تدمر الأثرية
كانت مدينة تدمر محطة تجارية في غاية الأهمية بين آسيا وأوروبا حيث تقع تدمر بين نهر الفرات والبحر الأبيض المتوسط. ازدهرت مملكة تدمر في النصف الثاني من القرن الأول قبل الميلاد، وكانت تحمل طابع المدن الإغريقية الرومانية بأبنيتها الملكية ومساكن الإدارة وطراز الأبنية العامة والخاصة والتي تتميز بالفخامة فقد كانت المدينة أغنى المدن وأكثرها ثراءاً وعظمة، فيها الكثير من الآثار والتي تعد من أهم أوابد وآثار المدن القديمة بأهميتها وفخامتها وعظمتها. وتنتشر آثار تدمر على بقعة واسعة الأرض من البوابات وأقواس النصر والشارع المستقيم، وأثار ومعابد كثيرة على امتداد الموقع.

## تاريخ مملكة تدمر
كانت الطبيعة السكانية لمملكة تدمر مقسمة إلى طبقات هم:
- النبلاء والكهنة والمواطنين
  - المواطنون هم أبناء العشائر وكان بعض هذه العشائر أحلاف.
- أحرار، عبيد، أجانب.
  - العبيد وهم عبيد السادة وخدمهم،
  - الأجانب وهم التجار والوافدين إلى المملكة المزدهرة تجاريا بقصد العمل أو التجارة.

وقد اعتنى التدمريون بالزراعة، فواحة تدمر الغناء يزرع فيها كافة أنواع المزروعات وأهمها النخيل، كما وأنهم نظموا الأقنية المتطورة وأساليب الري وأقاموا السدود لحجز وجمع المياه وتنظيم توزيعها وفق نظام وترتيب متطور خاص. وحفروا الآبار للشرب والري وشيدوا الأحواض والخزانات.
أما في العصر الحديث فأغلبية السكان يعملون في السياحة وغيرها

## عاصمة تجارية

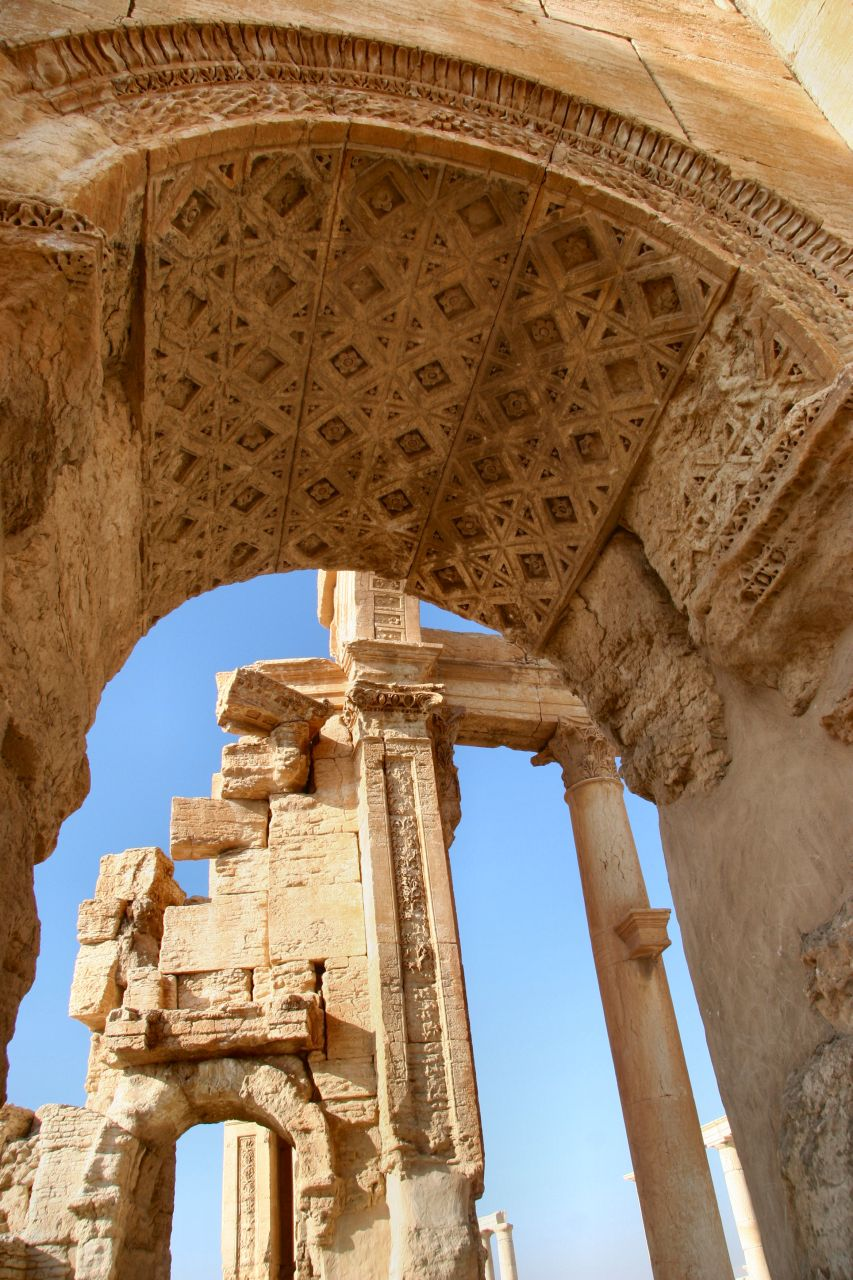
تدمر عاصمة مملكة تدمر

كانت مدينة تدمر الأثرية عاصمة مملكة تدمر من أجمل المدن وأكثرها تطورا بمبانيها الفخمة وشوارعها وتنظيمها وتعد العاصمة التجارية وواحدة من أهم المدن التجارية وأكثرها ازدهارا. كانت القوافل الواردة إليها والمنطلقة منها لاتتوقف ليل نهار، وكان لتجارة تدمر المراتب العليا بين التجار والقوة في التاريخ القديم. وآثارها تدعو للتأمل والدهشة والفخر بعظمتها وضخامتها، وتدمر من أهم المدن والممالك التجارية لها معاملاتها مع كافة الحضارات المعاصرة لها في الشرق والغرب. وكانت مراسلات تجار تدمر ومكاتباتهم التجارية تتم باللغة الآرامية (اللهجة التدمرية) لتعاملاتهم وتجارتهم مع الشرق، وباللغة الرسمية باللاتينية في تعاملاتهم مع الغرب (في زمن الرومان) والإمبراطورية الرومانية.وأيضا كان يمر منها طريق الحرير التاريخي من بلاد ماوراء النهرين انذاك إلى أفريقيا والجزيرة كما كانت من أولى الممالك التي كانت تتسم بالتسامح الديني حيث عثرت البعثات الأثرية على الكنائس وأيضا الكنس اليهودي كما عثرة على معابد لمتعبدي النار والشمس والخمر واللات والعزى حيث يوجد في متحفها للان تمثال اللات وزاخوس اله الخمر وعشتار الهة الخير وبل حامي المدينة اله الشمس

## أهم مدن الشرق
ازدهرت مملكة تدمر وخاصة في عهد الملكة زنوبيا القوية وأصبحت مدينة تدمر الأثرية عاصمة المملكة أهم مدن الشرق ونافست روما وسيطرت على المنطقة من حدود آسيا الصغرى في الشمال إلى مصر في الجنوب ومن شمال شرق سوريا إلى غرب سوريا والبحر الأبيض المتوسط، وقد عرفت الملكة زنوبيا ملكة تدمر بأنها أهم ملكات الشرق وأكثرهم قوة لذلك أطلق عليها (ملكة ملكات الشرق).

## الدين والفن
كان التدمريون شعب تجاري بحت وله سمعته التجارية كأهم الشعوب في مجال التجارة، وكذلك اهتم التدمريون بالدين والعبادة والآلهة، كان شغفهم كبير في بناء المعابد ودور العبادة والعناية بالقبور بشكل كبير وواضح. وكانت آلهتم ومعبوداتهم كثيرة العدد وتقارب الثلاثين من الآلهة، وعلى رأسها المعبود الأعلى بل - الإله بل التدمري - والذي يظهر في المنحوتات التدمرية بشكل كبير، فأكثر الآلهة التدمرية تصور معه حسب المناسبات، ولكنه أكثر ما يمثل مع قرينته بلتى ويرحبول. كان الثلاثي (بل - يرحبول - أغلبول) يتمتع بأكثر شعبية في مملكة تدمر.
ويعتبر معبد بل من أكبر وأشهر المعابد الدينية في الشرق القديم. فمنذ القرن الأول الميلادي بني بناؤه الأساسي على جزء من الأرض وظل يبنى ويتوسع حتى أواخر عهد تدمر لأهميته، إلى أن أصبح بمقاييس ضخمة (220x205) متر، وأحيطت جدرانه ب 375 عمودا طول الواحد منها أكثر من 18 مترا وهو من الضخامة بحيث لا يوازيه أي معبد آخر في الشرق، ولا يزال قائما من أعمدته سبعة في الواجهة الرئيسية وعدد آخر في محيط المعبد. أما المدافن الملكية والمدافن العادية فهو فن ومجال أبرز فيه التدمريون براعة مميزة. وكانت أبعد من أن تكون مقابر، حيث كانت تزين بالورود وأماكن للجلوس يسمونها بيت الأبدية أو بيوت الأبدية ويتم العناية بها بشكل كبير بالمنحوتات والتماثيل. ومنذ القرن الثاني صار المدفن أشبه بالبيت من طابق واحد يتسع أحيانا إلى ثمانين قبرا وكانت جدرانه منحوتة بدقة وبراعة.

## المتاحف
يوجد في مدينة تدمر متحفين وهما:
- متحف تدمر للأثار ويضم الكثير من الآثار والمكتشفات وهو مكون من طابقين وبه عدة أقسام للآثار القديمة والتماثيل والمنحوتات وكافة المكتشفات والأدوات والأواني والمعدات إضافة لجناح للمومياءات والكثير من الكنوز الأثرية.
- متحف التقاليد الشعبية التدمرية ويضم أقسام عن التقاليد الشعبية في تدمر والبادية وكل ما يتعلق بها من الحياة والتنقل وغيرها.

## أهم آثار تدمر

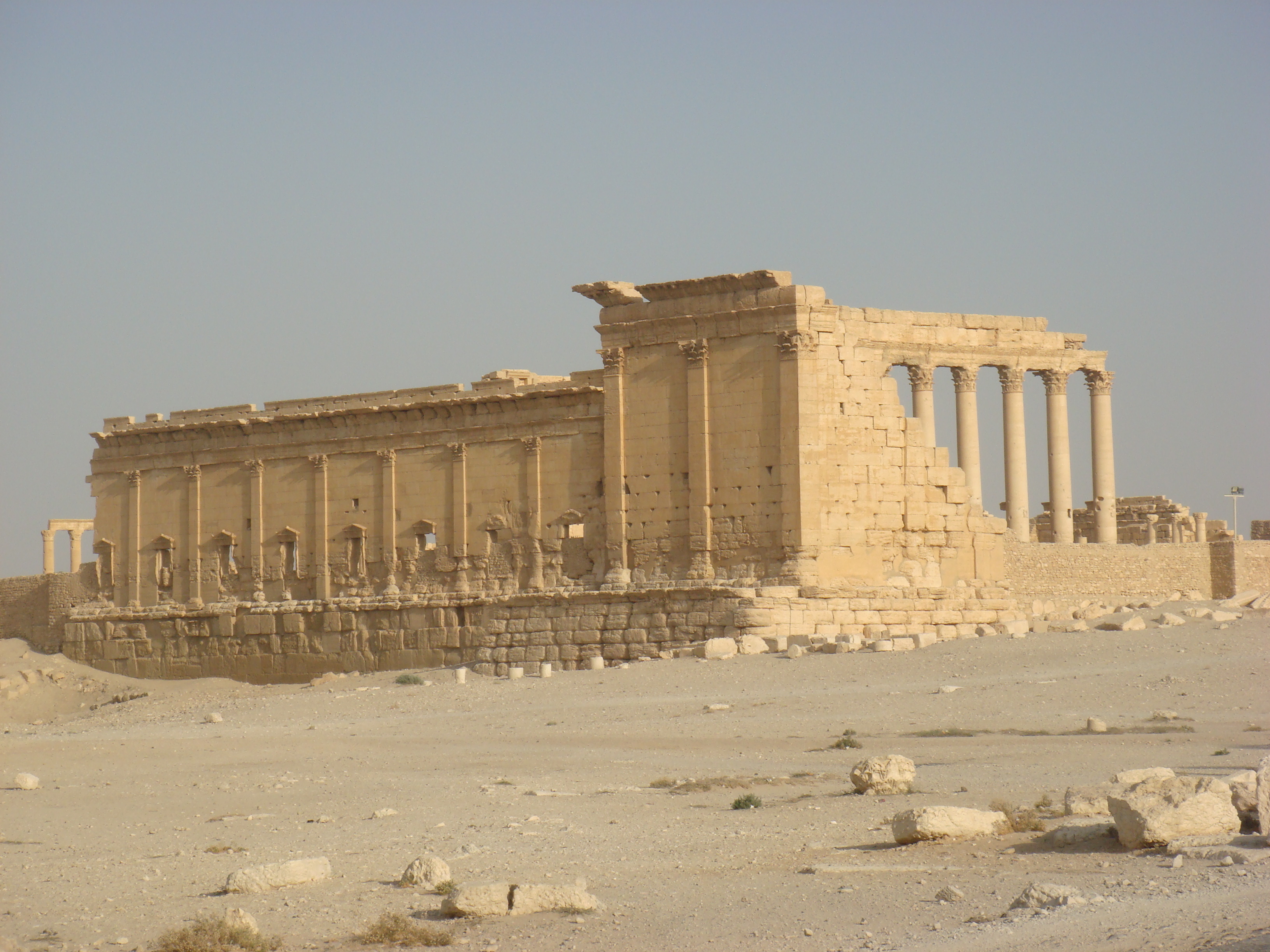
معبد بل.

- - الشارع المستقيم: الشارع الأعظم المحفوف بالأعمدة والتي يمتد لمسافة عدة كيلومترات محاط بالأعمدة
  - مسرح تدمر: المسرح الأثري
  - الآغورا: السوق التاريخي
  - قوس النصر : البوابة الكبرى المعروفة بقوس النصر أو قوس هادريان
  - معبد بعلشمين
  - وادي القبور
  - مدفن زنوبيا
  - التيترابيل
  - قلعة ابن معن
  - نبع أفقى الأثري
  - سبيل حوريات الماء
  - مجلس الشيوخ
  - الحمامات
  - معسكر ديوكليتيان
  - السور
  - معبد بل

بالإضافة إلى المئات من المنحوتات والتماثيل والأواني والمدافن الأثرية الضخمة والمباني الإدارية وغيرها، وتعتبر مدينة تدمر واحدة من أهم المدن الأثرية في العالم.

## صور

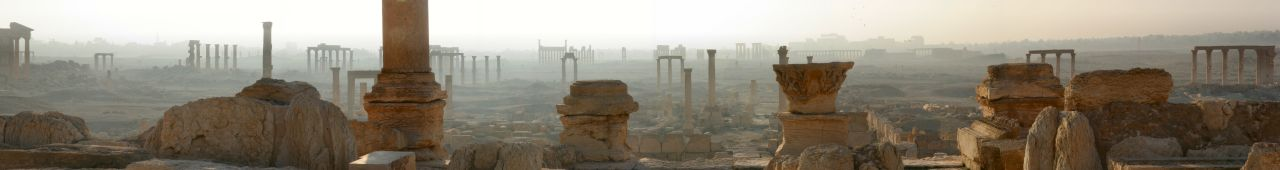
منظر بانورامي لتدمر في الصباح الباكر